# Гамбит Яниша
Гамбит Яниша — острое гамбитное продолжение в испанской партии, возникающее после ходов 

1. e2-e4 e7-e5 
2. Kg1-f3 Kb8-c6 
3. Cf1-b5 f7-f5
Относится к открытым дебютам.

## История
Вариант предложен в середине XIX века шахматистом К. Янишем. Свои труды, посвящённые анализу варианта, он опубликовал в 1847 году. Яниш писал: «Этот гамбит, который мы не встретили ни у одного автора и который нигде не игрался, очень интересен возможностями, которые он дает чёрным, способствуя во многих случаях их успеху». Смелый ход 3. …f5 поначалу привлёк большое внимание мастеров, поскольку после принятия гамбита чёрные, как правило, получают многообещающую игру. Однако в 1902 году немецкий аналитик Э. Дикгоф предложил систему игры, начинающуюся ходом 4. Kc3, которая ведёт к преимуществу белых. Осложнения, возникающие у белых в системе Дикгофа, велики, но во многих случаях заканчиваются их решающим перевесом. Но в конце 1940-х годов Д. И. Бронштейн нашёл ряд планов контригры, оставляющих перспективы для чёрных после 4. … f5:e4 5. Kc3:e4 Kg8-f6. В настоящее время приемлемым считается также вариант с ходом 4. d2-d3, ведущим к спокойной игре.

## Основные идеи
В современной практике чёрные применяют гамбит Яниша в тех случаях, когда стремятся уйти от трудностей классических вариантов испанской партии за счёт немедленного обострения игры.

## Варианты
- 4. Кb1-c3 — Система Дикгофа
  - 4…f5:e4 5. Кc3:e4 d7-d5
  - 4…Кс6-d4
  - 4…Кg8-f6 5. e4:f5 Сf8-c5 6. 0—0 0—0 7. Кf3:e5 Кc6:e5 8. d2-d4 Сc5:d4 9. Фd1:d4
- 4. d2-d3 f5:e4 5. d3:e4 Кg8-f6 6. 0—0 d7-d6
- 4. d2-d4!? f5:e4 5. Кf3:e5 Кc6:e5 6. d4:e5 c7-c6 7. Кb1-c3!?

## Примерная партия
Цайссль — Вальтер фон Вальхоффен, Вена, 1898 год.
1. e4 e5 2. Kf3 Kc6 3. Cb5 f5 4. d4 fe 5. К:e5 K:e5 6. de c6! 7. Cc4 Фа5+ 8. Kc3 Ф:e5 9. 0—0 d5 10. Cb3 Kf6 11. Ce3 Cd6 12. g3 Cg4 13. Фd2 Сf3 14. Cf4 Фh5! 15. Kd1 Фh3 16. Ke3 Kg4! 17. Лfe1 Ф:h2+ 18. Крf1 Фh1x.